# Серрамоначеска
Серрамоначеска (итал. Serramonacesca) — коммуна в Италии, расположена в области Абруццо, подчиняется административному центру Пескара.
Население коммуны, на 01.01.2024 года, составляет 498 человек, плотность населения ─ 20,85 чел./км². Коммуна занимает площадь 23,89 км². Почтовый индекс — 65020. Телефонный код — 085.